# Hélio Sanches Pina
Hélio Sanches Pina († 1979 in Osttimor), Kampfname Mau Kruma, war ein osttimoresischer Politiker und Unabhängigkeitskämpfer.
Pina war einer der Bewohner des Casa dos Timores, einer Wohngemeinschaft und Treffpunkt von Timoresen aus Portugiesisch-Timor, die in den 1970er-Jahren in Lissabon studierten. Zurück in Timor wurde Pina Mitglied der ersten Generation des Zentralkomitees der FRETILIN (CCF). Als die Partei am 28. November 1975 einseitig die Unabhängigkeit Osttimors von Portugal ausrief, wurde Pina zum Vizeminister für wirtschaftliche Koordination und Statistik im aufgestellten Kabinett ernannt. Während der indonesischen Besetzung Osttimors wurde er Politischer Kommissar des Widerstandssektors Fronteira Norte. 1979 kam er ums Leben und wurde zunächst in Fatubessi bestattet. 1988 exhumierte sein Bruder Rui Pina die sterblichen Überreste und ließ sie auf dem Friedhof Santa Cruz bestatten.

## Ehrungen
Posthum wurden Pina 2006 der Ordem de Dom Boaventura und 2019 der Kollar des Ordem de Timor-Leste verliehen.